# 물이 아닌 액체류 홍수 목록
물이 아닌 액체로 발생한 홍수의 대부분은 저장고가 갑자기 터져서 액체를 방출하거나 산업용 액체류 저수지가 갑작스럽게 터져 독성 폐기물을 방출해 발생한다. 저장고 사고의 경우 보통 작은 지역에만 피해를 주지만 도시에서 일어난 저장고 폭발 사고는 큰 피해를 끼칠 수 있다. 예를 들어 1919년 미국에서 일어난 보스턴 당밀 홍수로 21명이 사망하고 150명이 부상을 입었다.
산업용 저수지의 경우 유독성 폐기물을 저장하는데 주로 사용하며, 저수지에 문제가 발생할 경우 넓은 범위의 지역이 범람해 물리적, 환경적으로 큰 피해를 끼칠 수 있다. 예를 들어 2010년 헝가리에서 발생한 적니 저수지 둑 붕괴사고로 여러 마을이 물에 잠기고 10명이 사망했으며, 2008년 미국 테니시주의 킹스턴 석탄공장 석탄비산회 슬러지 유출사고로 수 년간 정화작업을 해야 했으며 이 과정에서 노동자 40명이 사망했다.

## 목록
| 이름                                       | 날짜        | 위치                               | 사상자수                                                 |
| ------------------------------------------ | ----------- | ---------------------------------- | -------------------------------------------------------- |
| 런던 맥주 홍수                             | 1814년 10월 | 영국 런던                          | 8명 사망                                                 |
| 더블린 위스키 화재                         | 1875년 6월  | 아일랜드 더블린 (당시 대영제국 하) | 13명 사망                                                |
| 보스턴 당밀 홍수                           | 1919년 1월  | 미국 매사추세츠주 보스턴           | 21명 사망, 150명 부상                                    |
| 락우드 & 컴퍼니 배송부 화재 및 초콜릿 홍수 | 1919년 5월  | 미국 브루클린                      | 사상자 없음                                              |
| 킹스턴 석탄공장 석탄비산회 슬러지 유출사고 | 2008년 12월 | 미국 테네시주 킹스턴               | 직접 사망자 없음. 복구작업 중 40명 사망, 250명 이상 부상 |
| 헝가리 알루미늄 공장 적니유출사고          | 2010년 10월 | 헝가리 어이커                      | 10명 사망                                                |
| 마리아나댐 붕괴 사고                       | 2015년 11월 | 브라질 마리아나                    | 19명 사망, 16명 이상 부상                                |
| 러시아 펩시 과일주스 홍수                  | 2017년 4월  | 러시아 레베댠                      | 2명 부상                                                 |
| 레비라 증류소 레드와인 홍수                | 2023년 9월  | 포르투갈 상로렌수두바이후          | 사상자 없음                                              |

## 같이 보기
- 석유 유출 사고 목록